# Friedrich Wilhelm von Schönfeld
Friedrich Wilhelm von Schönfeld (* 7. Oktober 1730 in Guhrow (Kr. Cottbus); † 19. Oktober 1805 in Breslau) war ein preußischer Generalleutnant.

## Herkunft
Seine Eltern waren Kaspar Siegmund von Schönfeld und dessen zweite Ehefrau Brigitte Tugendreich von Oertzen. Der General Georg August von Schönfeld war sein Stiefbruder.

## Militärische Laufbahn
Am 6. Januar 1746 kam er als Gefreitenkorporal in das Infanterie-Regiment Nr. 38. Am 8. Februar 1751 wurde er Fähnrich und am 27. Oktober 1756 Seconde-Lieutenant. Im Siebenjährigen Krieg kämpfte er bei Prag, Breslau und Kunersdorf. Er nahm an den Belagerungen von Prag, Dresden und Schweidnitz und den Gefechten bei Zittau, Dommitsch und Holitz teil. Während des Krieges wurde er am 11. Januar 1758 Premier-Lieutenant und am 28. Dezember 1760 Stabshauptmann. Nach dem Krieg wurde er am 10. September 1764 wirklicher Hauptmann und Kompaniechef im Regiment.
Er nahm dann am Bayerischen Erbfolgekrieg teil und wurde am 1. Dezember 1779 Major im Regiment Nr. 38. Am 3. Juni 1782 wurde er Bataillonskommandeur. Am 29. Juni 1788 erhielt er die Beförderung zum Oberstleutnant und am 14. September 1788 während der Revue in Neisse den Pour le Mérite. Am 14. September 1790 wurde er Oberst und am 4. Juni 1791 Kommandeur des Regiments Nr. 38. Im Ersten Koalitionskrieg kämpfte er bei der Belagerung von Mainz, in der Schlacht bei Kaiserslautern und im Gefecht bei La Lune. Am 13. Januar 1795 wurde er zum Generalmajor befördert und zum Chef des Infanterie-Regiments Nr. 49 ernannt. Am 2. Oktober 1800 erhielt er seine Demission und eine Pension von 1000 Talern.
Er starb mit 75 Jahren und wurde am 23. Oktober 1805 in Breslau beigesetzt.

## Familie
Seine erste Frau war Wilhelmine von Arnold († 1769). Nach deren Tod heiratete er 1770 ihre Schwester Anna Henriette von Arnold (* 9. Januar 1750; † 9. November 1798). Seine dritte Frau Gottliebe Karoline von Bonsdorff (* 2. Mai 1772; † 29. August 1857) heiratete er am 15. September 1799. Sein Sohn Eberhard August Dietrich aus dieser Ehe (* 28. September 1802) war Mitglied im Garde-Husaren-Regiment.
Nach dem Tode ihres Mannes heiratet Gottliebe Karoline von Bonsdorff erneut: 1806 Heinrich Sigismund von Tschirschky und am 20. Mai 1810 den Obersten Heinrich Wilhelm August von Schaetzel.